# Louis-Henri Bréton
Pour les articles homonymes, voir Bréton.
 (avril 2017).
Louis-Henri Bréton, né le 24 février 1776 à Paris et mort dans la même ville le 11 mai 1855, est un notaire et homme politique français.

## Biographie
Notaire à Paris, membre du Conseil de Paris, du conseil des hospices, de la commission de surveillance de la caisse d'amortissement et notaire du roi, il fut élu, le 4 octobre 1816, député de la Seine, au collège de département, et réélu dans le même collège, le 20 septembre 1817. Il siégea dans la majorité de droite, s'opposa à l'achèvement du canal de l'Ourcq et vota les lois contre la liberté individuelle et contre la liberté de la presse.
Réélu à la Chambre septennale le 6 mars 1824, il continua de soutenir, le plus souvent, la politique ministérielle. Il prit la parole, en 1826, à propos de la pétition d'un curé de village qui demandait la conciliation des lois civiles et des lois canoniques au sujet du mariage, et dénonça les empiétements du clergé.
Il fut également élu maire de Nogent-sur-Marne entre 1826 et 1830. Une de ses tâches principales fut de fermer le cimetière autour de l'église et de le transférer rue de Paris (actuelle rue Paul Bert).
Il épousa Victoire Mony, fille d'un notaire parisien et tante de Stéphane Mony, d'Eugène Flachat et de François Adolphe Akermann. Son  fils est Louis Bréton (1817-1883), collaborateur et associé en 1841 de Louis Hachette, et l'époux de sa belle-fille en 1844. Il est le grand-père de Jean-Louis Vaudoyer et un ancêtre à la 5e génération de Pierre Joxe.

### Sources
- « Louis-Henri Bréton », dans Adolphe Robert et Gaston Cougny, Dictionnaire des parlementaires français, Edgar Bourloton, 1889-1891 [détail de l’édition]